# Oključna
Oključna falu Horvátországban, Split-Dalmácia megyében, Vis szigetén. Közigazgatásilag Komižához tartozik.

## Fekvése
Splittől légvonalban 55 km-re délnyugatra, Komiža városától légvonalban 3, közúton 14 km-re északkeletre fekszik. Szétszórt település, mely több, egymástól távol lévő településrészből áll.

## Története
Területe már az őskorban lakott volt, ezt bizonyítják a Kraljičina-barlang újkőkori és kora bronzkori leletei. A település valószínűleg a 17. században keletkezett, amikor a sziget a Velencei Köztársaság uralma alá tartozott. Templomát 1714-ben építették. A velencei uralomnak 1797-ben vége szakadt és osztrák csapatok vonultak be Dalmáciába. 1805-ben a sziget az osztrákokat legyőző franciák uralma alá került, de 1811-ben a tengeri fölényben levő angolok elvették a franciáktól. Napóleon végső veresége után újra az osztrákoké lett. A településnek 1880-ban 158, 1910-ben 304 lakosa volt. 1918-ban elfoglalták az olasz csapatok, az olasz  uralom 1921-ig tartott. Ezután az új szerb-horvát-szlovén állam, majd később Jugoszlávia része lett. A II. világháború után a szocialista Jugoszláviához került. A jugoszláv időszak sziget gazdasági stagnálásának időszaka volt, a lakosság száma töredékére esett vissza. 1991-től a független Horvátország része, de 1992-ig a JNA katonái állomásoztak a szigeten. A jugoszláv katonák csak 1992 május 30-án hagyták el végleg a szigetet, helyükre horvát csapatok érkeztek. Fellendült a turizmus és 1993-ban újra megalakult az önálló Komiža község. 2011-ben a településnek már nem volt állandó lakossága.

## Népesség
| Lakosság változása | Lakosság változása | Lakosság változása | Lakosság változása | Lakosság változása | Lakosság változása | Lakosság változása | Lakosság változása | Lakosság változása | Lakosság változása | Lakosság változása | Lakosság változása | Lakosság változása | Lakosság változása | Lakosság változása | Lakosság változása |
| ------------------ | ------------------ | ------------------ | ------------------ | ------------------ | ------------------ | ------------------ | ------------------ | ------------------ | ------------------ | ------------------ | ------------------ | ------------------ | ------------------ | ------------------ | ------------------ |
| 1857               | 1869               | 1880               | 1890               | 1900               | 1910               | 1921               | 1931               | 1948               | 1953               | 1961               | 1971               | 1981               | 1991               | 2001               | 2011               |
| 0                  | 0                  | 158                | 211                | 282                | 304                | 331                | 282                | 198                | 134                | 118                | 44                 | 8                  | 11                 | 5                  | 0                  |

## Nevezetességei
- Páduai Szent Antal tiszteletére szentelt temploma 1714-ben épült családi kápolnaként. Építője a perasti származású Frano Visković volt, aki itteni birtokán álló háza mellé építette. Kőből épített egyszerű, négyszög alaprajzú épület bejáratat felett lunettával, homlokzatának közepén körablakkal, legfelül pedig egy harang elhelyezésére szolgáló nyitott harangtoronnyal.
- A település szélétől mintegy egy órás gyalogútra nyugatra, a sziget északi partján található a nehezen megközelíthető, de természeti szépségekben gazdag a Kraljičina-barlang. A barlang bejárata a tenger felett 70 méteres magasságban egy meredek sziklán található, tele van sztalagmitokkal és szlaktitokkal. Öt nagyobb teremből áll, melyeket folyosók kötnek össze. Mélysége 60 méter, így nem éri el a tengerszintet. Még nincs minden járata feltárva. A népi hagyományban a híres illír királynő, Teuta barlangjaként ismert. Több alkalommal történt benne régészeti feltárás, mely még mindig nem fejeződött be teljesen. Ezek során az újkőkorszakból és a kora bronzkorból származó régészeti leletek kerültek elő. Szépségével Vis szigetének legértékesebb természeti látványossága.